# Świerzno (województwo zachodniopomorskie)
Świerzno (niem. Schwirsen) – wieś w Polsce położona w północnej części województwa zachodniopomorskiego, w powiecie kamieńskim, siedziba gminy Świerzno. Świerzno znajduje się ok. 12 km na wschód od Kamienia Pomorskiego.
W latach 1975–1998 miejscowość położona była w województwie szczecińskim.
Świerzno to średniej wielkości wieś o pierwotnym założeniu ulicowym, obecnie formą przestrzenną zbliżoną do wielodrożnicy.
Wieś jest siedzibą Leśnictwa Świerzno oraz Leśnictwa Chomino.

## Historia
Świerzno wraz z okolicznymi terenami należało do pierwszej połowy XVIII wieku do rodu Flemmingów. Wieś należała podówczas do trzech członków tejże rodziny. W 1594 było tu 5 gospodarstw chłopskich (14 łanów) i 7 zagrodników. W 1716 wieś zakupił Bogusław Bodo von Flemming. Od początku XIX w. Świerzno przeszło na własność rodziny Wattensleben. W tym okresie wieś liczyła 35 budynków mieszkalnych. Było tu: 5 gospodarstw chłopskich, 4 zagrodników, 3 chałupników, działały także karczma, wiatrak i kuźnia. W 1871 na majątek szlachecki składało się 5170 mórg ziemi. Wszyscy mieszkańcy Świerzna byli w tym czasie wyznania ewangelickiego. Od 1916 właścicielem majątku był hrabia Hahn, a w latach 1936–1946 baron v. Ruxleben. Posiadał on 1325 ha ziemi. Przed II wojną światową wieś była filią parafii Tribisów (Trzebieszewo) synodu ewangelickiego w Trzebiatowie. Poświęcenie kościoła jako świątyni katolickiej miało miejsce 13 października 1946 r. Obecnie kościół pw. św. Trójcy stanowi parafię rzymskokatolicką.

## Zabytki
- kościół pw. Św. Trójcy – ryglowy wzniesiony w 1681 roku. Był dwukrotnie przebudowany. W 1708 r. przedłużono go od strony zachodniej, a w 1727 r. rozbudowano go od strony wschodniej.
- zespół dworski – barokowa rezydencja we francuskim typie entre cour et jardin

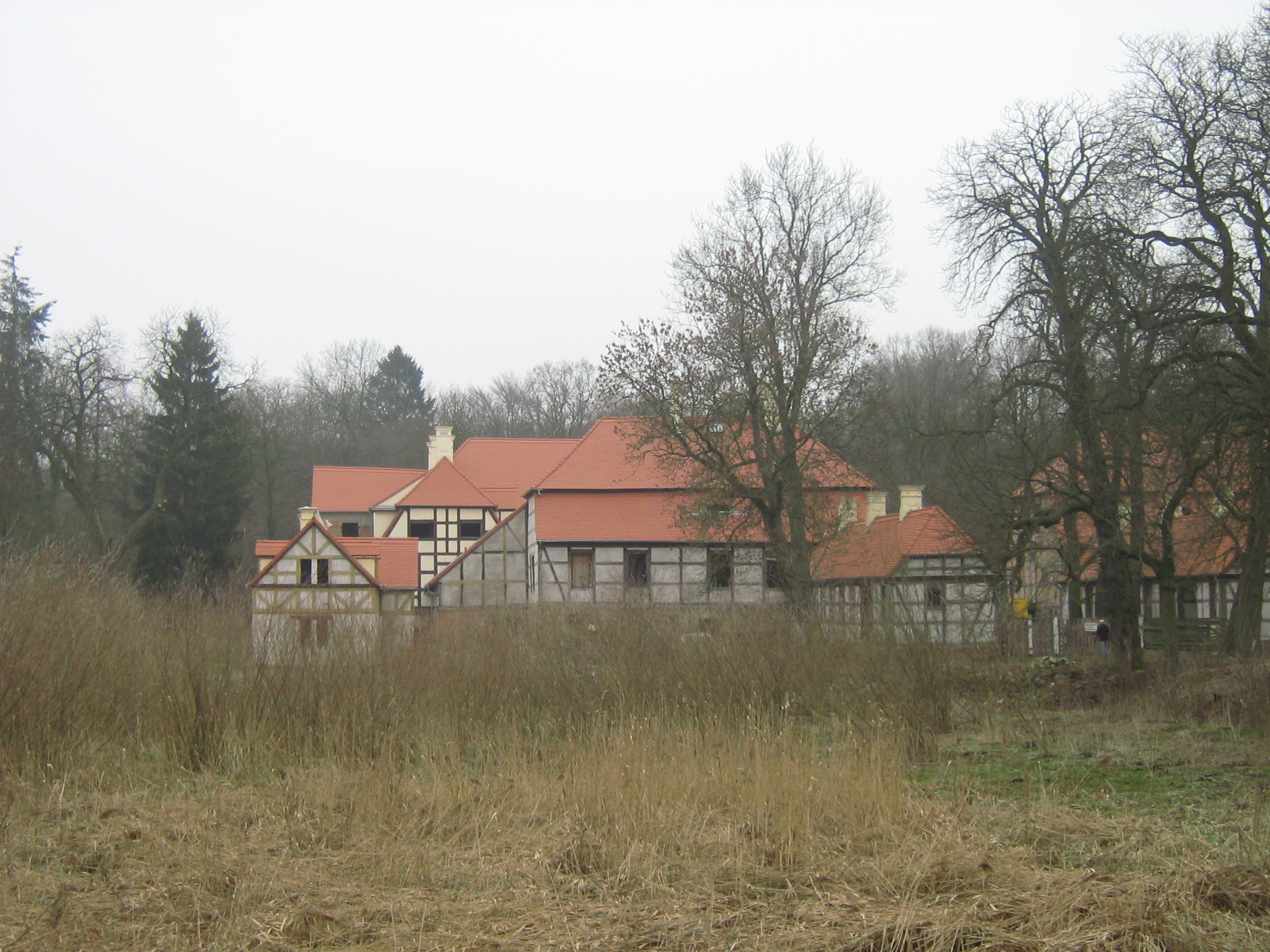
Dwór myśliwski w Świerznie